# Tollarps församling
Tollarps församling är en församling i Villands och Gärds kontrakt i Lunds stift. Församlingen ligger i Kristianstads kommun i Skåne län och utgör ett eget pastorat.

## Administrativ historik
Församlingen bildades 1 januari 2022 av Äsphults församling, Linderöds församling och Västra och Östra Vrams församling som före samgåendet bildade ett gemensamt pastorat. Den nybildade församlingen bildar ett eget pastorat.

## Kyrkor
- Äsphults kyrka
- Västra Vrams kyrka
- Östra Vrams kyrka
- Linderöds kyrka